# Andrei Cristea
Andrei Cristea (n. 15 mai 1984, Bacău, România) este un fotbalist român liber de contract, care joacă pe post de atacant. Pe plan internațional, are prezențe la națională pentru România Sub-21 și România.
A fost golgheterul sezonului 2009-2010 al Ligii I cu 16 goluri.

## Cariera
Cristea a început fotbalul în orașul său natal și a debutat în Divizia A în 2001, pentru clubul local FCM Bacău. S-a transferat la Steaua în 2004 la prețul de peste un milion de dolari. Cu toate acestea, Cristea nu a reușit să câștige un loc în prima echipă, în ciuda reușitei a două goluri în Cupa UEFA, sezonul 2004-2005, împotriva Valenciei. Pe 29 martie 2006 a primit Medalia „Meritul Sportiv” clasa a II-a cu o baretă din partea președintelui României de atunci, Traian Băsescu, pentru că a făcut parte din lotul echipei FC Steaua București care obținuse până la acea dată calificarea în sferturile Cupei UEFA 2005-2006. În 2006 a fost transferat la FC Timișoara.
După ce nu a impresionat la Timișoara, a fost împrumutat la FC Politehnica Iași pentru cea de-a doua parte a sezonului 2007-08, unde a contribuit la salvarea de la retrogradare a echipei. În urma acestor prestații, a ajuns la Dinamo București. Nici aici nu și-a găsit locul în echipa de start, în primul sezon, fiind din nou împrumutat la Iași. La revenirea la Dinamo, în 2009, a obținut și postul de titular și a profitat de ocazia ivită, devenind golgheter al campionatului. În sezonul 2010-2011 a jucat în nota echipei, marcând doar patru goluri în 11 meciuri. În ianuarie 2011 a acceptat oferta venită de la echipa germană Karlsruher SC, care l-a mai dorit și în vara anului 2010.
La începutul sezonului 2012-13, Cristea s-a reîntors la Dinamo București liber de contract. Însă din cauză că nu și-a găsit locul în echipă, a plecat la FC Brașov. În 2015 a ajuns la Salernitana Calcio 1919. Deși cu Salernitana, Cristea a reușit să promoveze din liga a treia în liga a doua italiană (Serie B), totuși pe 1 septembrie el a semnat un contract cu o altă echipă italiană din liga a treia, AS Martina Franca 1947.
Cristea a jucat în zece meciuri pentru echipa națională de fotbal a României.

## Palmares

### Club
Steaua București
- Divizia A: 2004–2005, 2005–2006

Dinamo București
- Supercupa României: 2012

Salernitana
- Serie C: 2014–2015

### Individual
- Golgheter al Ligii: 2009–10

## Statistici carieră

### Club
|               |                             |                  | Campionat | Campionat | Cupă    | Cupă   | Continental | Continental | Total   | Total  |
| Sezon         | Club                        | Ligă             | Meciuri   | Goluri    | Meciuri | Goluri | Meciuri     | Goluri      | Meciuri | Goluri |
| ------------- | --------------------------- | ---------------- | --------- | --------- | ------- | ------ | ----------- | ----------- | ------- | ------ |
| 2001-02       | Bacău                       | Divizia A        | 1         | 0         | 0       | 0      | -           | -           | 1       | 0      |
| 2002-03       | Bacău                       | Divizia A        | 11        | 1         | 1       | 0      | -           | -           | 12      | 1      |
| 2003-04       | Bacău                       | Divizia A        | 23        | 6         | 0       | 0      | -           | -           | 23      | 6      |
| 2004-05       | Steaua București            | Divizia A        | 28        | 7         | 1       | 0      | 8           | 2           | 37      | 9      |
| 2005-06       | Steaua București            | Divizia A        | 24        | 3         | 1       | 0      | 12          | 0           | 37      | 3      |
| 2006-07       | Politehnica Timișoara       | Divizia A        | 28        | 6         | 4       | 2      | -           | -           | 32      | 8      |
| 2007-08       | Politehnica Timișoara       | Divizia A        | 7         | 0         | 2       | 0      | -           | -           | 9       | 0      |
| 2007-08       | Politehnica Iași (împrumut) | Divizia A        | 13        | 6         | 0       | 0      | -           | -           | 13      | 6      |
| 2008-09       | Dinamo București            | Divizia A        | 8         | 2         | 2       | 2      | 1           | 0           | 11      | 4      |
| 2008-09       | Politehnica Iași (împrumut) | Divizia A        | 23        | 8         | 0       | 0      | -           | -           | 23      | 8      |
| 2009-10       | Dinamo București            | Divizia A        | 29        | 16        | 2       | 3      | 7           | 1           | 38      | 20     |
| 2010-11       | Dinamo București            | Divizia A        | 11        | 4         | 3       | 1      | 4           | 2           | 18      | 7      |
| 2010-11       | Karlsruher                  | 2. Bundesliga    | 11        | 6         | 0       | 0      | -           | -           | 11      | 6      |
| 2011-12       | Karlsruher                  | 2. Bundesliga    | 0         | 0         | 0       | 0      | -           | -           | 0       | 0      |
| 2012-13       | Dinamo București            | Liga I           | 19        | 1         | 0       | 0      | -           | -           | 19      | 1      |
| 2013-14       | FC Brașov                   | Liga I           | 29        | 8         | 2       | 0      | -           | -           | 31      | 8      |
| 2014-15       | Gabala                      | Prima Ligă Azeră | 9         | 0         | 0       | 0      | 2           | 0           | 11      | 0      |
| 2014-15       | Salernitana Calcio 1919     | Serie C          | 8         | 2         | 0       | 0      | -           | -           | 8       | 2      |
| 2015-16       | Martina Calcio              | Serie C          | 16        | 3         | 0       | 0      | -           | -           | 16      | 3      |
| 2015-16       | Politehnica Iași            | Liga I           | 17        | 7         | 0       | 0      | -           | -           | 17      | 7      |
| 2016-17       | Politehnica Iași            | Liga I           | 35        | 11        | 2       | 1      | 2           | 1           | 39      | 13     |
| 2017-18       | Politehnica Iași            | Liga I           | 31        | 9         | 2       | 2      | -           | -           | 33      | 11     |
| 2018-19       | Politehnica Iași            | Liga I           | 19        | 6         | 0       | 0      | -           | -           | 19      | 6      |
| 2018-19       | Universitatea Craiova       | Liga I           | 10        | 1         | 0       | 0      | -           | -           | 10      | 1      |
| 2019-20       | Politehnica Iași            | Liga I           | 31        | 7         | 3       | 2      | -           | -           | 34      | 9      |
| 2020-21       | Politehnica Iași            | Liga I           | 14        | 7         | 0       | 0      | -           | -           | 14      | 7      |
| Total         | România                     | România          | 411       | 116       | 25      | 13     | 34          | 6           | 470     | 135    |
| Total         | Germania                    | Germania         | 11        | 6         | 0       | 0      | -           | -           | 11      | 6      |
| Total         | Azerbaijan                  | Azerbaijan       | 9         | 0         | 0       | 0      | 2           | 0           | 11      | 0      |
| Total         | Italia                      | Italia           | 24        | 5         | 0       | 0      | -           | -           | 24      | 5      |
| Total carieră | Total carieră               | Total carieră    | 455       | 127       | 25      | 13     | 36          | 6           | 516     | 146    |

### Internațional
| România | România | România |
| An      | Meciuri | Goluri  |
| ------- | ------- | ------- |
| 2003    | 2       | 0       |
| 2004    | 1       | 0       |
| 2005    | 2       | 0       |
| 2006    | 0       | 0       |
| 2007    | 0       | 0       |
| 2008    | 0       | 0       |
| 2009    | 1       | 0       |
| 2010    | 2       | 0       |
| Total   | 8       | 0       |

Statistici actualizate la 30 mai 2011.